# Aldealengua
Aldealengua település Spanyolországban, Salamanca tartományban. Aldealengua Cabrerizos, Moriscos, Aldearrubia és Calvarrasa de Abajo községekkel határos. Lakosainak száma 713 fő (2024).

## Népesség
A település népessége az elmúlt években az alábbi módon változott:
| Lakosok száma | 570  | 562  | 618  | 649  | 654  | 678  | 677  | 664  | 674  | 713  |
|               | 2001 | 2004 | 2007 | 2009 | 2012 | 2014 | 2017 | 2019 | 2022 | 2024 |